# Sacha Distel
Sacha Distel (Párizs, 1933. január 29. – Rayol-Canadel-sur-Mer, 2004. július 22.) francia sanzonénekes, színész, jazzgitáros.

## Élete
Édesapja az orosz származású Léonide Distel Odesszában született. Édesanyja a francia zsidó származású Andrée Ventura zongorista volt.
Distel a 20. század hatvanas-hetvenes éveiben volt a sikerei csúcsán sanzonénekesként. Olyan slágerek fűződnek a nevéhez, mint Raindrops Keep Falling On My Head és a Scoubidou. Együtt dolgozott például Quincy Jones-szal és Tony Bennett-el is.
Az 1970-es években odahaza kezdett háttérbe szorulni, ugyanakkor Angliában viszont ő jelentette a francia dalt.
Saját tévéműsort vezetett az Egyesült Államokban.
Brigitte Bardot-val élt együtt egy ideig, majd egy világbajnok síelőnőt, Francine Breaud-ot vette feleségül.
Egy mókás jelenetben feltűnik a Zazie a metrón c. örökbecsű Malle-filmben.
Amanda Lear ezt mondta egyszer róla: „Ő volt a francia romantika megtestesítője.”

## Albumok
- Afternoon in Paris (1957)
- Everybody Loves the Lover (1961)
- From Paris with Love (1962)
- Les Filles Moi J'Aime Ca! (1963)
- The Good Life (Kapp, 1969)
- Back to Jazz with Slide Hampton (1969)
- Sacha Distel (1970)
- Close to You (1970)
- More and More (1971)
- Love Music (1973)
- Swing with Sacha Distel (1973)
- Love Is All (1976)
- Forever and Ever (1978)
- From Sacha with Love (1979)
- Amour Tout Court (1982)
- My Guitar and All That Jazz (1983)
- Move Closer (1985)
- Ecoute Mes Yeux (1998)
- But Beautiful (2003)

## Filmek
- Sacha Distel az IMDb-n